# 馬來西亞簽證政策

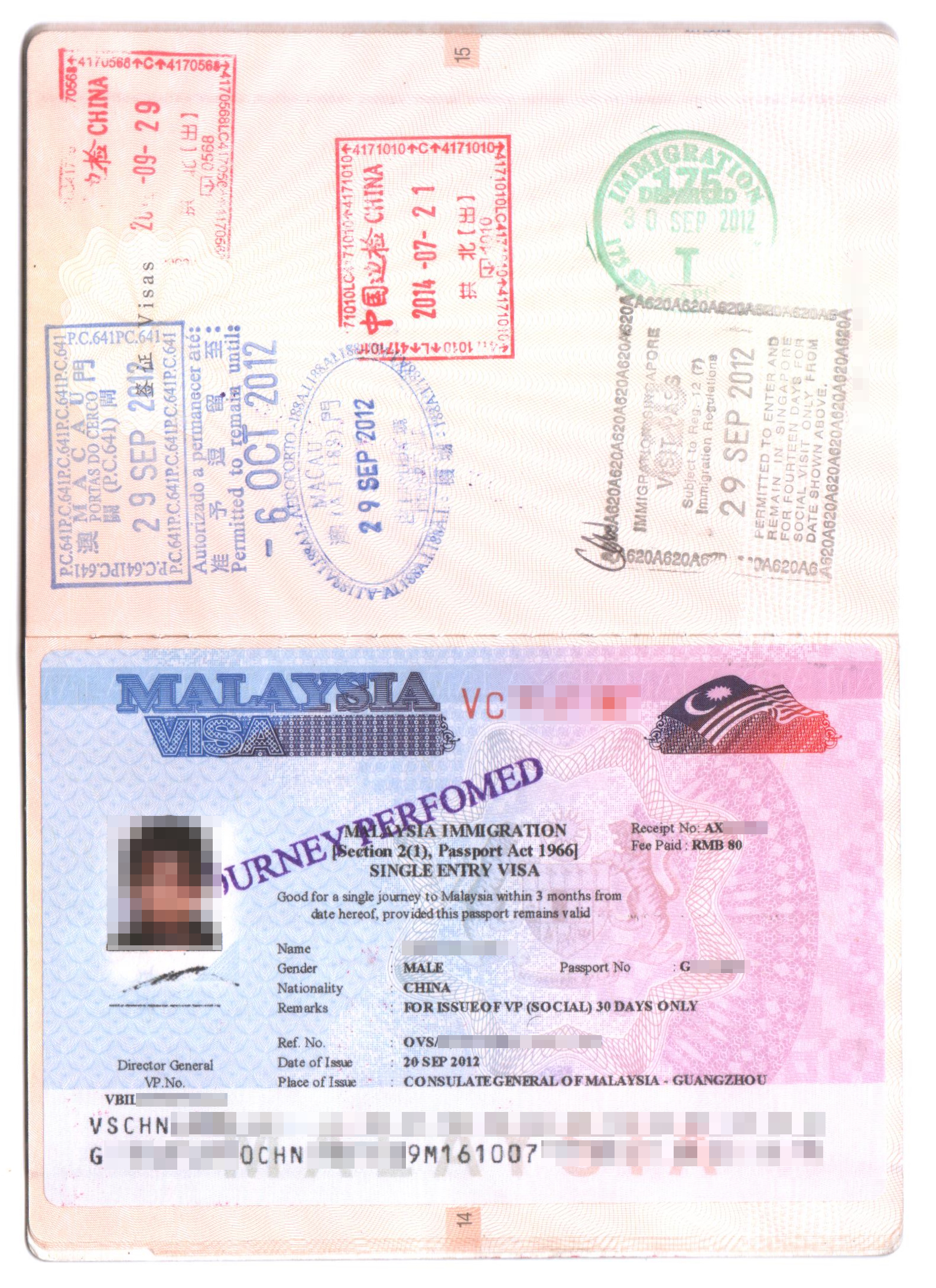
2012年签发的旧版马来西亚签证

马来西亚签证政策包含外国公民前往、入境和在马来西亚逗留的要求。大多数訪問马来西亚的游客可以豁免簽證入境馬來西亞並最多逗留14天、30天或90天。然而，一些国家的国民必须首先从马来西亚外交代表机构获得签证。所有游客都必须持有有效期至少6个月的护照。

## 入境要求
所有前往马来西亚的游客必须满足以下要求:
- 持有有效期至少为6个月的护照、护照替代文件或旅行证件[4][2]
- 持有有效返程机票、船票等[2]
- 不是非法移民[2]
- 拥有在马来西亚逗留期间所需的足够资金[2]
- 除免签国家以外的国家需要持有马来西亚签证，一部分国家还需要同时持有黄热病疫苗接种证书（如适用）[2][5]

### 马来西亚电子入境卡（MDAC）
除以下人员外，所有旅客必须在抵达马来西亚的三天前提交马来西亚电子入境卡
- 新加坡公民
- 不论国籍，任何国家的外交和公务护照持有者
- 马来西亚公民、已取得马来西亚永驻权的外国公民和马来西亚长期签证持有者
- 持有汶莱身份证明书的公民(GCI)和“文莱-马来西亚常旅客计划”的用户
- 持有泰国签发的边境通行证
- 印度尼西亚护照（或其他有效印尼跨境证件）持有人

马来西亚当局称，提交电子入境卡的费用完全免费，所有前往马来西亚的游客应警惕冒充MDAC官方网站的欺诈网站，因为此类欺诈网站可能会导致诈骗和个人数据泄露。

## 签证政策地图

马来西亚签证政策
马来西亚
免签证(90天)
免签证(30天)
免签证(14天)
电子签证(30天)
需提前申请签证
需提前签证并仅可从机场入境
拒绝入境

## 免簽證
根据國際航空運輸協會(IATA)旗下的Timatic称，持有以下司法管辖区签发的护照的人士，可在下列期限内免签证进入马来西亚

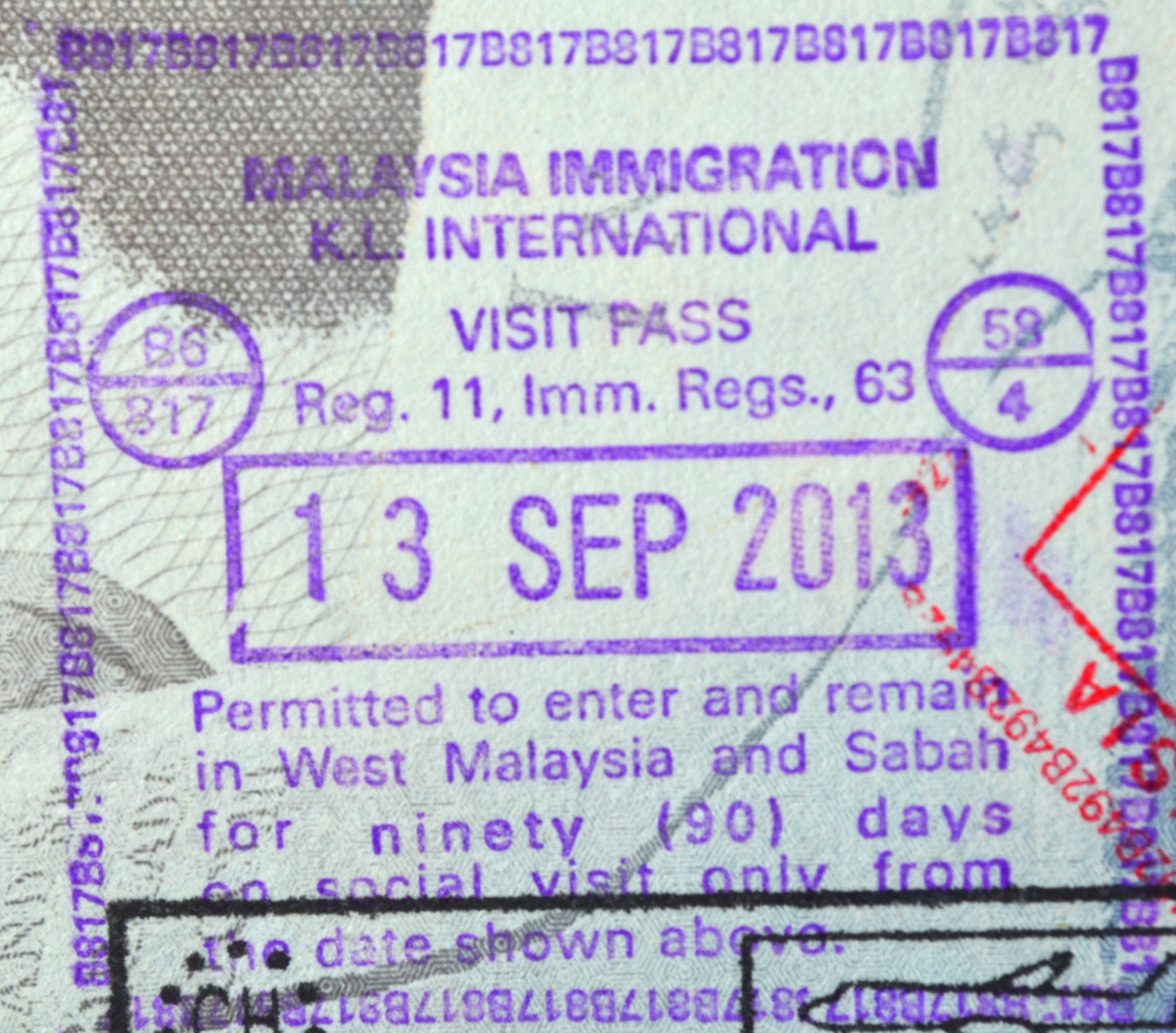
吉隆坡国际机场批出的马来西亚入境章

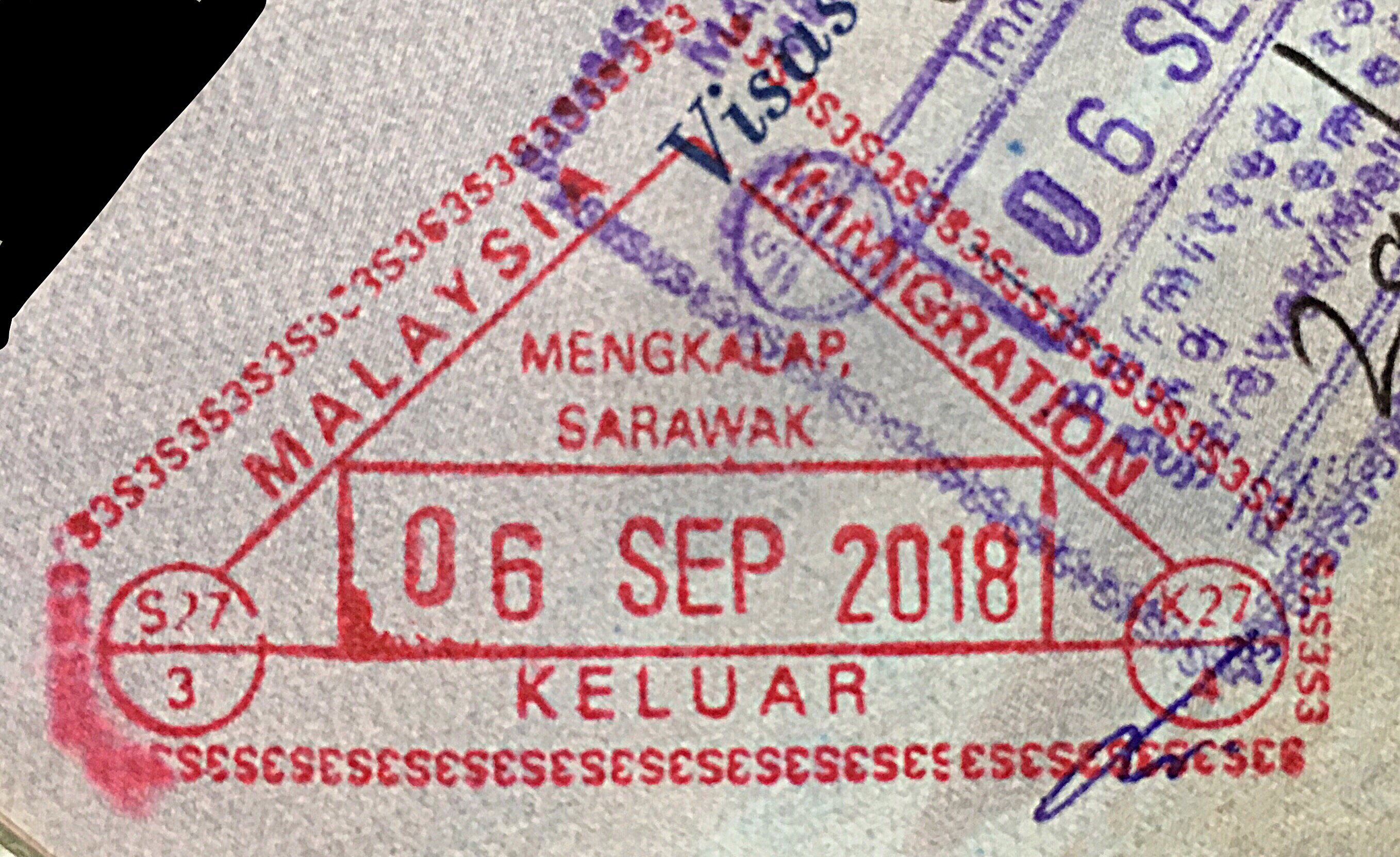
砂拉越林梦省Mengkalap批出的马来西亚出境章

### 14天
| - 伊朗 - 澳門（限澳门特区旅行证的持有人） |

### 30天
| - 所有东盟成员国公民(除了 緬甸以外) \| - 安道尔 - 安地卡及巴布達 - 亞美尼亞 - 巴哈马 - 白俄羅斯 - 玻利维亚 - 柬埔寨 - 智利 - 中国大陆 - 多米尼克 - 薩爾瓦多 \| - 斐济 - 加彭 - 格瑞那達 - 几内亚 - 海地 - 印度1 - 伊拉克 - 牙买加 - 基里巴斯 - 科索沃[10] - 賴索托 - 利比亞 - 澳門 - 马达加斯加 - 马拉维 - 马绍尔群岛 - 毛里塔尼亚 - 模里西斯 \| - 墨西哥 - 密克羅尼西亞聯邦 - 摩尔多瓦 - 摩納哥 - 蒙古国 - 纳米比亚 - 瑙鲁 - 尼加拉瓜 - 北馬其頓 - 帛琉 - 巴勒斯坦 - 巴拿马 - 巴拉圭 - 俄羅斯 - 圣基茨和尼维斯 - 圣卢西亚 - 萨摩亚 - 聖多美和普林西比 - 塞内加尔 - 塞舌尔 \| - 所罗门群岛 - 南蘇丹 - 苏里南 - 臺灣 - 坦桑尼亚 - 东帝汶 - 多哥 - 千里達及托巴哥 - 乌干达 - 乌克兰 - 梵蒂冈 - 委內瑞拉 - 尚比亞 - 辛巴威 \| \| | | | |  |
| - 安道尔 - 安地卡及巴布達 - 亞美尼亞 - 巴哈马 - 白俄羅斯 - 玻利维亚 - 柬埔寨 - 智利 - 中国大陆 - 多米尼克 - 薩爾瓦多 | - 斐济 - 加彭 - 格瑞那達 - 几内亚 - 海地 - 印度1 - 伊拉克 - 牙买加 - 基里巴斯 - 科索沃 - 賴索托 - 利比亞 - 澳門 - 马达加斯加 - 马拉维 - 马绍尔群岛 - 毛里塔尼亚 - 模里西斯 | - 墨西哥 - 密克羅尼西亞聯邦 - 摩尔多瓦 - 摩納哥 - 蒙古国 - 纳米比亚 - 瑙鲁 - 尼加拉瓜 - 北馬其頓 - 帛琉 - 巴勒斯坦 - 巴拿马 - 巴拉圭 - 俄羅斯 - 圣基茨和尼维斯 - 圣卢西亚 - 萨摩亚 - 聖多美和普林西比 - 塞内加尔 - 塞舌尔 | - 所罗门群岛 - 南蘇丹 - 苏里南 - 臺灣 - 坦桑尼亚 - 东帝汶 - 多哥 - 千里達及托巴哥 - 乌干达 - 乌克兰 - 梵蒂冈 - 委內瑞拉 - 尚比亞 - 辛巴威 |  |

1 - 因2023年12月1日-2026年12月31日期间实施临时免签政策，此过境免签政策暂停

### 90天
| - 欧盟公民 \| - 阿尔巴尼亚 - 阿尔及利亚 - 阿根廷 - 巴林 - 巴西 - 加拿大 - 古巴 - 埃及 \| - 香港[15] - 冰島 - 日本 - 约旦 - 科威特 - 黎巴嫩 - 列支敦斯登 - 馬爾地夫 - 摩洛哥 \| - 新西兰 - 挪威 - 阿曼 - 秘魯 - 圣马力诺 - 沙烏地阿拉伯 - 南非 - 苏丹 \| - 叙利亚 - 瑞士 - 突尼西亞 - 土耳其 - 阿联酋 - 英国 - 美国 - 乌拉圭 - 葉門 \| |                                                                                |                                                                       |                                                                            |
| - 阿尔巴尼亚 - 阿尔及利亚 - 阿根廷 - 巴林 - 巴西 - 加拿大 - 古巴 - 埃及 | - 香港 - 冰島 - 日本 - 约旦 - 科威特 - 黎巴嫩 - 列支敦斯登 - 馬爾地夫 - 摩洛哥 | - 新西兰 - 挪威 - 阿曼 - 秘魯 - 圣马力诺 - 沙烏地阿拉伯 - 南非 - 苏丹 | - 叙利亚 - 瑞士 - 突尼西亞 - 土耳其 - 阿联酋 - 英国 - 美国 - 乌拉圭 - 葉門 |

### 過境免簽證
下列8個國家的公民雖未獲任何免簽證待遇，但經由馬來西亞轉機可獲得120小時的过境免签证 TWOV（英語：Transit Without Visa）许可。轉機機場僅限於吉隆坡国际机场，且必須出示120小时内离开吉隆坡的續程機票。
| - 印度2 - 緬甸 - 不丹 | - 巴基斯坦1 - 斯里蘭卡1 - 尼泊尔 |
1 - 还需持有效的目的國旅遊簽證、學生簽證或工作簽證

2 - 因2023年12月1日-2026年12月31日期间实施临时免签政策，此过境免签政策暂停
此外，非免签证国家（除以上8个国家）的国民可在吉隆坡国际机场过境停留最多24小时。但是除非持有有效签证，否则不得在机场航站楼之间切换。

## 非普通护照
持有以下国家和地区的外交或公务护照无需签证可停留30天（除非另有说明），但他们必须事先在任何入境口岸申请入境许可才能进入马来西亚（但所有东盟成员国除外）:
| - 所有东盟成员国（除 新加坡和 ） - 阿尔巴尼亚 - 巴林 - 白俄羅斯 - (90天) - 中国大陆 - 印度 - 伊朗(15天) - 尼加拉瓜 - 巴基斯坦 - 新加坡(90天) - 臺灣 - 阿联酋 - 乌拉圭 |

## 簽證便利化

### 电子签证

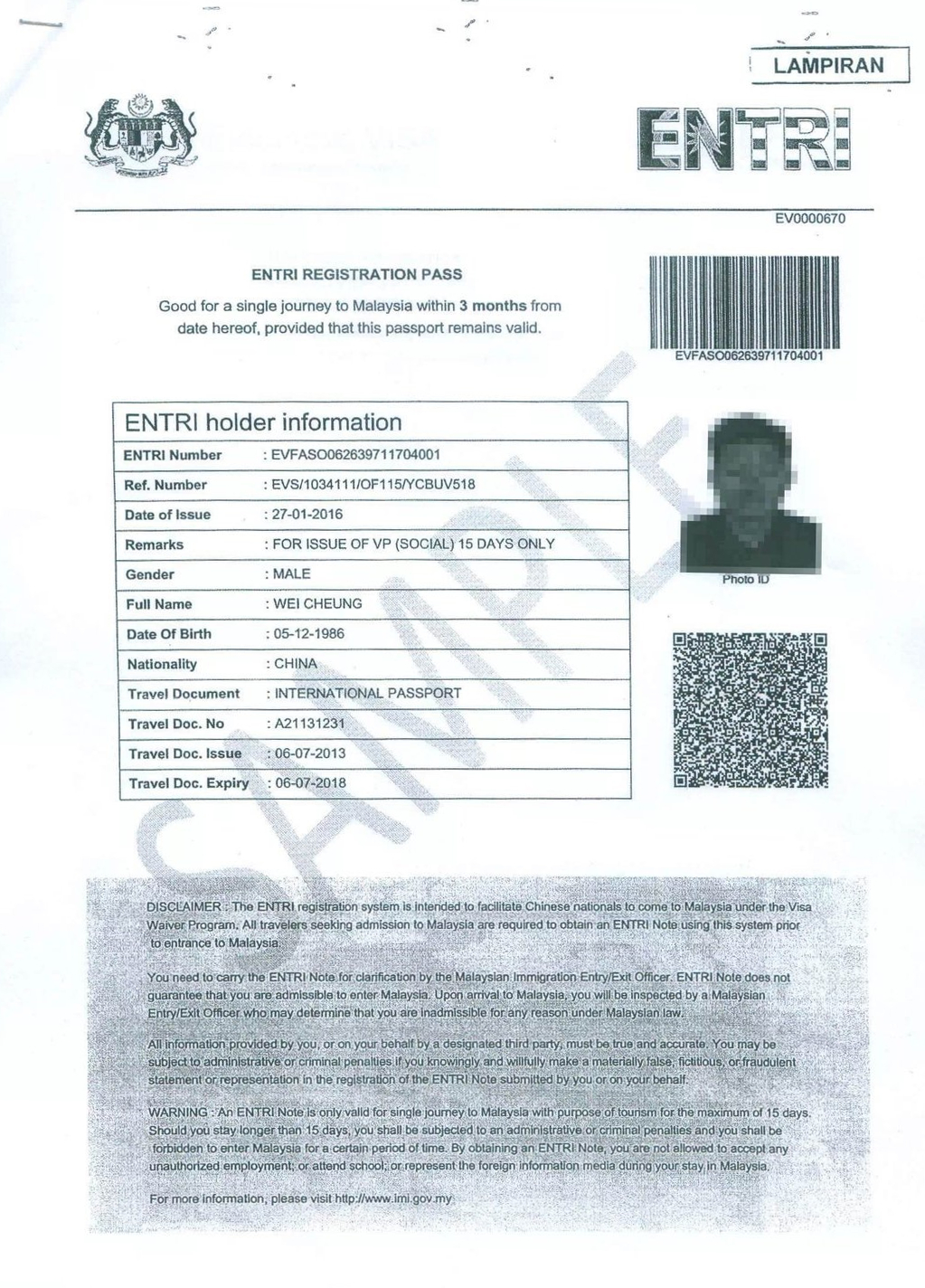
签发给印度公民的ENTRI(现已停止签发)

马来西亚政府于2017年3月1日启用了电子签证（eVISA）和电子免签证登记（eNTRI）系统以期提振旅游业。电子免签证登记系统（eNTRI）于2020年12月31日前可供中华人民共和国和印度公民使用，现已停止登记及使用。电子签证系统（eVISA）是目前唯一运行且可供更多国家的公民使用的签证系统。
电子签证系统也可用来申请学生、医疗和移民签证，但是此类申请人抵达马来西亚后必须前往马来西亚移民局报到以换取移民准证。
由于申请网站会检测用户的IP地址，因此申请人只能在指定的国家进行申请，否则会被禁止使用。
另外，自2023年2月22日起，新加坡已为所有需要申请马来西亚电子签证的国籍人士开放申请新加坡签证，以上国籍人士可同时申请新加坡单次入境签证(SEV)和多次入境签证(MEV)。
旅游电子签证详情
- 申请人国籍：

| - 阿富汗 - 安哥拉 - 不丹 - 布吉納法索 - 喀麦隆 - 中非 - 哥伦比亚 - 刚果民主共和国 | - 赤道几内亚 - 衣索比亞 - 香港特別行政區1 - 印度2 - 利比里亚 - 蒙特內哥羅 | - 莫桑比克 - 緬甸 - 尼泊尔 - 尼日尔 - 奈及利亞 - 巴基斯坦 - 刚果共和国 - 卢旺达 - 塞爾維亞 - 斯里蘭卡 |

1 - 仅限中华人民共和国香港特别行政区签证身份书持有人（国籍不限）

2 - 因2023年12月1日-2026年12月31日期间实施临时免签政策，此政策暂停
- 申请地点：除以色列、马来西亚、朝鲜以外的其他国家和地区
- 签证费：依国籍和申请地点有所不同
- 出发地：无限制
- 马来西亚出入境口岸：任意口岸皆可
- 有效期：3个月（拥有新加坡长期居留签证者可申请半年多次入境）
- 停留期：30天（单次或多次入境签证）
- 签证审核：通常申请提交后2个工作日可办结，但申请人有可能会被要求进行面试或提供额外证明材料

## 亞太經合組織商務旅遊證（APEC 卡）
持有背面栏位标有“MYS”字样的亚太经合组织商务旅行证的下列国家和地区的公民,可以以商务名义免签证进入马来西亚并停留60天。
以下国家和地区的持卡人可享受此待遇:
| - 智利 - 中国大陆 - 香港 - 印度尼西亞 - 日本 - 墨西哥 | - 新西兰 - 秘魯 - 菲律賓 - 俄羅斯 - 新加坡 - 臺灣 - 泰國 - 越南 |  |

## 需提前申請签证
上述各项中未提及国家的公民在任何情况下前往马来西亚都需要提前办理签证。

## 强制黄热病疫苗接种
来自以下国家和地区的旅客必须持有国际疫苗接种证书才可以进入马来西亚，因为这些国家和地区的境内存在黄热病传播媒介的埃及斑蚊:
| - 安哥拉 - 阿根廷 - 玻利维亚 - 巴西 - 布吉納法索 - 喀麦隆 - 中非 - 哥伦比亚 - 刚果共和国 - 刚果民主共和国 | - 赤道几内亚 - 衣索比亞 - 加彭 - 几内亚 - 利比里亚 - 毛里塔尼亚 | - 尼日尔 - 奈及利亞 - 巴拿马 - 巴拉圭 - 秘魯 - 塞内加尔 - 南蘇丹 - 苏丹 - 苏里南 - 多哥 - 千里達及托巴哥 - 乌干达 - 委內瑞拉 |  |

## 限制
- 安哥拉、 布吉納法索、 、 喀麦隆、 中非、 刚果共和国、 刚果民主共和国、 、 、 赤道几内亚、 、 衣索比亞、 、 、 利比里亚、 、 莫桑比克、 尼日尔、 奈及利亞、 卢旺达和 西撒哈拉公民只能乘飞机进入马来西亚[23]。
- 此前，馬來西亞出於政治原因(主要是以巴冲突)曾禁止 以色列公民入境。禁令虽然在2011年5月解除，但以色列公民仍是唯一被禁止參與我的第二故鄉——馬來西亞计划的国家[24][25]。
- 塞爾維亞和 蒙特內哥羅公民曾被禁止入境馬來西亞，但現在持有最長停留30天的簽證便可入境，不再需要內政部的特別許可。[26][27][28][29]
- 因為金正男暗殺案引發的外交風波，北韓公民免簽待遇被撤銷。
- 西撒哈拉公民需要申请签证才能前往马来西亚，且只能通过航空口岸入境[30]。